# Fundacja Młoda Demokracja
Fundacja Młoda Demokracja – organizacja pozarządowa, założona w Lublinie w 1997, działa na rzecz propagowania idei społeczeństwa obywatelskiego na terenie Polski (Lubelszczyzna, Podkarpacie, Podlasie), Ukrainy (Wołyń, Lwówszczyzna, Zaporoże), Białorusi (Polesie) i Rosji (obwód królewiecki), jest sygnatariuszem dokumentu pt. Porozumienie Młodych Euroregionu Bug.
Jednym z pierwszych większych sukcesów Fundacji było wdrożenie normy jakości w administracji publicznej ISO-9001 w Berdiańsku na Zaporożu.
Fundacja założyła m.in. Polsko-Ukraiński Ośrodek Edukacji Publicznej, Euroregionalne Centrum Edukacji Europejskiej, Forum "Nasz Bug".
W ramach prac Fundacji wydano m.in.:
- Polsko-ukraiński ukraińsko-polski glosariusz terminów administracji publicznej (red. M. Zięba), 2004 - dostępny online;
- Atlas historyczny Integracji Europejskiej (red. M. Gędek), 2004;
- Edukacja europejska – podręcznik dla liceum ogólnokształcącego, liceum profilowanego i technikum (red. M. Zięba, J. Korba i Z. Smutek), Gdynia 2004 – wraz z Programem nauczania, Zeszytem ćwiczeń dla nauczyciela i zestawem slajdów;
- Euroregion Bug. Edukacja regionalna. Podręcznik przeznaczony dla uczniów szkół poziomu gimnazjalnego województwa lubelskiego i obwodu wołyńskiego (red. W.Stanek, 2006 – dostępny online: wersja polska, wersja ukraińska, całość do pobrania).

Główną publiczną platformą współpracy Fundacji z jej wschodnimi partnerami jest eBug.